# Naturbahnrodel-Europameisterschaft 1981
Die 9. FIL Naturbahnrodel-Europameisterschaft fand vom 4. bis 8. Februar 1981 in Niedernsill in Österreich statt.
Ausgetragen wurden sie auf der Rodelpiste Luziawald des USK Niedernsill.

## Technische Daten der Naturrodelbahn
| Name                   | Luciawald Rodelbahn Niedernsill |
| Start                  | 0915 m ü. A.                    |
| Ziel                   | 0767 m ü. A.                    |
| Höhendifferenz         | 0148 m                          |
| Durchschnittl. Gefälle | 0013,5 %                        |
| Länge                  | 1120 m                          |

## Einsitzer Herren
| Platz | Name                 | Zeit |
| ----- | -------------------- | ---- |
| 01    | Otto Bachmann        | ?    |
| 02    | Damiano Lugon        | ?    |
| 03    | Othmar Neulichedl    | ?    |
| 04    | Christian Oberhöller | ?    |
| 05    | Andrea Millet        | ?    |
| 06    | Georg Antholzer      | ?    |
| 07    | Alexander Lageder    | ?    |
| 08    | Robert Larcher       | ?    |
| 09    | Oswald Pörnbacher    | ?    |
| 10    | Giuseppe Cerise      | ?    |
| 11    | Alfred Kogler        | ?    |
| 12    | Raimund Pigneter     | ?    |
| 13    | Wolfgang Erlacher    | ?    |
| 14    | Hubert Mairamhof     | ?    |
| 15    | Andreas Triendl      | ?    |
| 16    | Oskar Knauder        | ?    |
| 17    | Martin Jud           | ?    |
| 18    | Gerhard Mavrin       | ?    |
| 19    | Richard Huter        | ?    |
| 20    | Konrad Gruber        | ?    |
| 21    | Ernst Exenberger     | ?    |
| 22    | Vitus Gansler        | ?    |
| 23    | Hermann Sporer       | ?    |
| 24    | Manfred Danklmaier   | ?    |
| 25    | Trond Enkerud        | ?    |
| 26    | Klaus Motz           | ?    |
| 27    | Ernst Buchwieser     | ?    |
|       | Teodor Kalisnik      | ?    |
| 29    | Drago Česen          | ?    |

Nach ihrem Achtfachsieg im Jahre 1977 feierte die italienische Mannschaft in diesem Jahr sogar einen Zehnfachsieg. Otto Bachmann, im Vorjahr Dritter bei der Weltmeisterschaft und vor zwei Jahren Zweiter bei der EM, wurde Europameister im Einsitzer. Der Titelverteidiger Damiano Lugon gewann die Silbermedaille. Bronze ging an Othmar Neulichedl, der damit seine einzige Medaille bei Titelkämpfen gewann.

## Einsitzer Damen
| Platz | Name                  | Zeit |
| ----- | --------------------- | ---- |
| 01    | Delia Vaudan          | ?    |
| 02    | Helene Mitterstieler  | ?    |
| 03    | Elfriede Pirkmann     | ?    |
| 04    | Herta Hafner          | ?    |
| 05    | Elisabeth Höllwerth   | ?    |
| 06    | Christa Fontana       | ?    |
| 07    | Nelly Chapellu        | ?    |
| 08    | Barbara Winkler       | ?    |
| 09    | Ingrid Zameter        | ?    |
| 10    | Hilde Fuchs           | ?    |
| 11    | Ruth Oberhöller       | ?    |
| 12    | Ewa Więcek            | ?    |
| 13    | Małgorzata Kabat      | ?    |
| 14    | Dorota Rojek          | ?    |
| 15    | Sonja Wohlfarter      | ?    |
| 16    | Ruth Martos-Rodriguez | ?    |

Die amtierende Weltmeisterin Delia Vaudan aus Italien wurde Europameisterin im Einsitzer der Damen. Die Silbermedaille gewann die Europameisterin von 1977, Helene Mitterstieler aus Italien. Der dritte Platz ging an die Europameisterin von 1973 und 1978, Elfriede Pirkmann aus Österreich.

## Doppelsitzer
| Platz | Name                                  | Zeit |
| ----- | ------------------------------------- | ---- |
| 01    | Alfred Kogler – Franz Huber           | ?    |
| 02    | Hubert Mairamhof – Herbert Huber      | ?    |
| 03    | Manfred Danklmaier – Willi Danklmaier | ?    |
| 04    | Martin Jud – Ernst Oberhammer         | ?    |
| 05    | Richard Huter – Andreas Triendl       | ?    |
| 06    | Andreas Kröll – Sieghard Fankhauser   | ?    |
| 07    | Heimo Hutter – Walter Hutter          | ?    |
| 08    | Werner Prantl – Florian Prantl        | ?    |
| 09    | Drago Česen – Teodor Kalisnik         | ?    |
| 10    | Leopold Krašovec – Mirko Klinar       | ?    |

Europameister im Doppelsitzer wurden die Österreicher Alfred Kogler und Franz Huber. Die Silbermedaille gewannen ihre Landsmänner Hubert Mairamhof und Herbert Huber. Dritte wurden die Brüder Manfred und Willi Danklmaier aus Österreich.

## Medaillenspiegel
| Platz | Land       | Gold | Silber | Bronze | Gesamt |
| ----- | ---------- | ---- | ------ | ------ | ------ |
| 1.    | Italien    | 2    | 3      | 1      | 6      |
| 2.    | Österreich | 1    | —      | 2      | 3      |